# Unioni i Grave Shqiptare
Unioni i Grave Shqiptare var en riksorganisation för kvinnors rättigheter i Albanien, grundad 1943 och aktiv till 1992. 
Den grundades 1943 som en avdelning av kommunistpartiet under namnet Anti-Fascist Women of Albania eller Antifascist Women's Union. Under sin andra kongress 1946 bytte organisationen namn till Union of Albanian Women. 
Organisationens uppgift var att mobilisera landets kvinnor politiskt och socialt i partiets tjänst, ge dem ideologisk träning och genomföra kommunistpartiets jämlikhet mellan könen. Kvinnor från städerna mobiliserades för att informera och aktivera landsbygdens kvinnor, som fortfarande levde ett traditionellt muslimskt liv. Kampanjen hade framgång: på 1980-talet utgjorde kvinnor 47 procent av landets arbetskraft och 30 procent av parlamentets ledamöter, och mottog lika lön för lika arbete. 
Ordförande
- 1943-1946: Ollga Plumbi
- 1946-1952: Nexhmije Hoxha
- 1952-1982: Vito Kapo